# 19 września
19 września jest 262. (w latach przestępnych 263.) dniem w kalendarzu gregoriańskim. Do końca roku pozostaje 103 dni.

## Święta
- Imieniny obchodzą: Alfons, Arnolf, Arnulf, Dezyderiusz, Dezydery, Eliasz, Eutychiusz, Festus, Januariusz, January, Konstancja, Maria, Marta, Nila, Nilus, Paloma, Peleusz, Prokles, Prokul, Teodor, Trofim, Więcemir, Wilhelmina i Zuzanna.
- Chile – Dzień Armii
- Saint Kitts i Nevis – Święto Niepodległości
- Międzynarodowe:
  - Dzień Dzikiej Flory, Fauny i Naturalnych Siedlisk (państwa UE na mocy konwencji berneńskiej)
  - Międzynarodowy Dzień Mówienia jak Pirat (ang. International Talk Like a Pirate Day)
  - Światowy Dzień Emotikona
- Wspomnienia i święta w Kościele katolickim[1][2] obchodzą:
  - św. Alfons de Orozco (augustianin)
  - św. Emilia de Rodat
  - św. Franciszek Maria z Camporosso (kapucyn)
  - bł. Gerhard Hirschfelder (prezbiter)
  - św. January z Benewentu (diakon)
  - św. Józef z Kupertynu
  - Matka Boża z La Salette
  - św. Milet (biskup)
  - św. Teodor z Canterbury (arcybiskup)
  - święci: Trofim, Dorymedon i Sabacjusz (męczennicy)

## Wydarzenia w Polsce
- 1410 – Wielka wojna z zakonem krzyżackim: wojska króla Władysława II Jagiełły zakończyły nieudane oblężenie Malborka.
- 1657 – Zawarto pierwszy z dwóch traktatów wielawsko-bydgoskich, na mocy których Rzeczpospolita zrzekła się zwierzchności lennej nad Prusami Książęcymi.
- 1676 – Wojna polsko-turecka: wojska turecko-tatarskie zdobyły Jezupol.
- 1794 – Insurekcja kościuszkowska: klęska dywizji gen. Karola Sierakowskiego w bitwie pod Terespolem.
- 1863 – W Warszawie doszło do nieudanego zamachu na namiestnika Królestwa Polskiego gen. Fiodora Berga.
- 1921 – Utworzono I rząd Antoniego Ponikowskiego.
- 1929 – Do specjalnej zagrody w Puszczy Białowieskiej z ogrodów zoologicznych w Berlinie i Kopenhadze przywieziono dwa żubry, które dały początek odtwarzanej miejscowej populacji wybitej w trakcie I wojny światowej.
- 1931 – Premiera filmu Dziesięciu z Pawiaka w reżyserii Ryszarda Ordyńskiego.
- 1934 – Premiera komedii filmowej Czy Lucyna to dziewczyna? w reżyserii Juliusza Gardana.
- 1939: Kampania wrześniowa:
  - Do Gdańska przybył z wizytą Adolf Hitler.
  - Polscy saperzy wysadzili w powietrze ułatwiającą celowanie niemieckiej artylerii latarnię morską na Helu.
  - Skapitulowała Kępa Oksywska.
  - Szarża pod Wólką Węglową.
  - W Błoniu pod Warszawa Niemcy rozstrzelali 50 osób, w większości Żydów.
  - Zajęcie Wilna przez wojska radzieckie.
- 1940 – Rotmistrz Witold Pilecki dał się dobrowolnie aresztować Niemcom w łapance ulicznej na Żoliborzu, aby dostać się w celach wywiadowczych do obozu koncentracyjnego Auschwitz. W czasie tej samej łapanki został aresztowany Władysław Bartoszewski.
- 1944 – 50. dzień powstania warszawskiego: ciężkie walki na Czerniakowie.
- 1946 – Podczas sztormu na wysokości Karwi zatonął holownik wraz z 11-osobową załogą.
- 1953 – W fabryce na Żeraniu wyprodukowano pierwszy polski silnik do samochodu FSO Warszawa M-20.
- 1963 – Zniesiono zarządzoną po wybuchu w mieście epidemii czarnej ospy blokadę Wrocławia.
- 1966 – Premiera filmu Piekło i niebo w reżyserii Stanisława Różewicza.
- 1980 – Premiery filmów: Constans w reżyserii Krzysztofa Zanussiego i Spokój w reżyserii Krzysztofa Kieślowskiego.
- 1985 – 6 osób zginęło, a 14 zostało rannych w zderzeniu autobusu miejskiego z dwoma pociągami towarowymi na przejeździe kolejowym na ul. Sielskiej w Olsztynie.
- 1988 – Rząd Zbigniewa Messnera podał się do dymisji.
- 1989 – W Warszawie podpisano umowy między Polską a Wspólnotami Europejskimi w sprawie handlu oraz współpracy gospodarczej.
- 1993 – Sojusz Lewicy Demokratycznej wygrał przedterminowe wybory parlamentarne.
- 2003 – Premiera filmu historycznego Stara baśń. Kiedy słońce było bogiem w reżyserii Jerzego Hoffmana.
- 2005 – Sieć Orange Polska weszła na polski rynek telefonii komórkowej.
- 2006 – Powstała Komisja Nadzoru Finansowego.
- 2014:
  - Premiera filmu wojennego Miasto 44 w reżyserii Jana Komasy.
  - W Bydgoszczy otwarto halę sportową Artego Arena.

## Wydarzenia na świecie

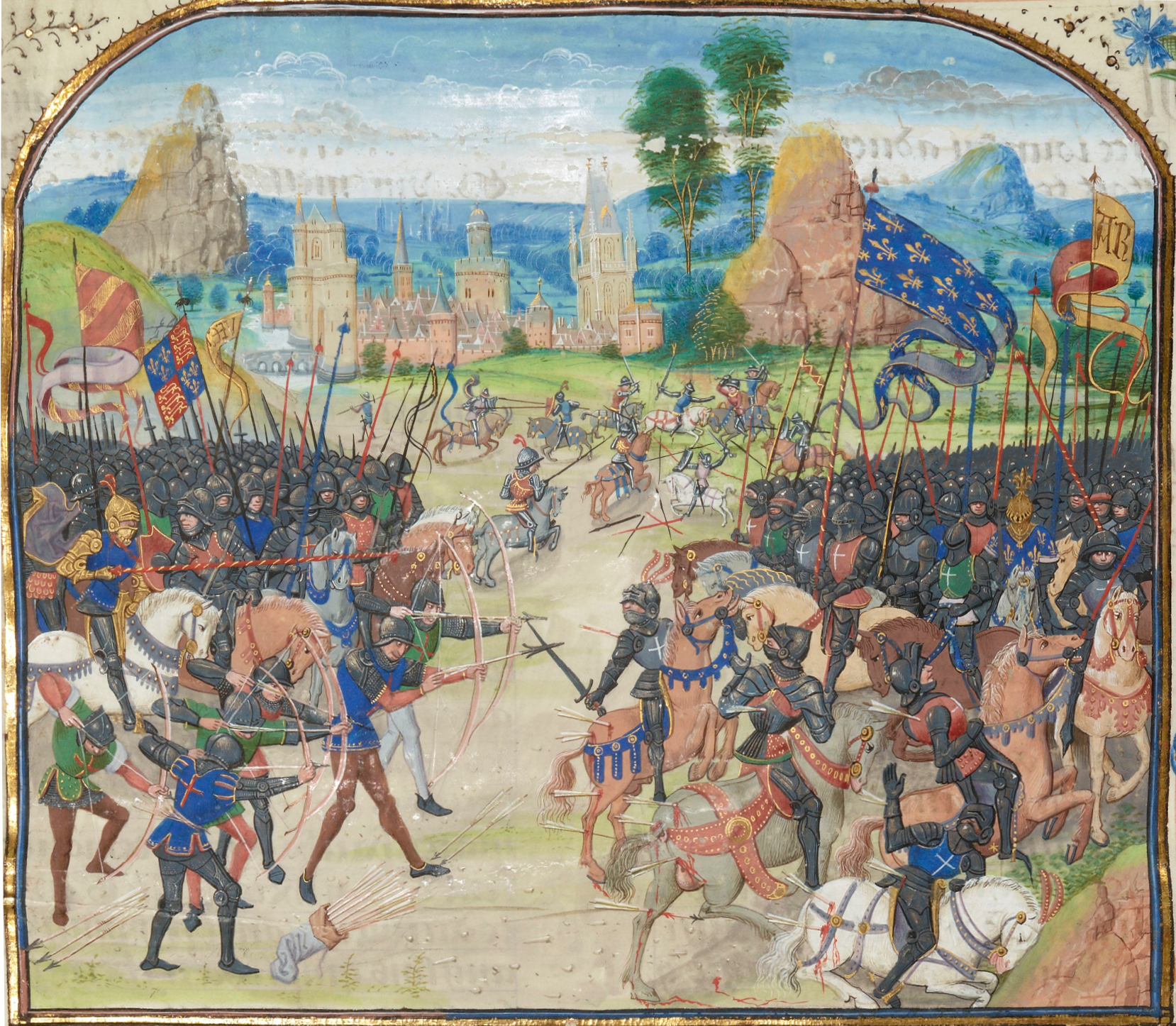
Bitwa pod Poitiers (1356) na XIV-wiecznej miniaturze

- 615 – Adeodat I został papieżem.
- 1188 – Cesarz rzymski Fryderyk I Barbarossa wydał przywilej dla Lubeki, umożliwiający prowadzenie handlu i gwarantujący jedność terytorialną.
- 1356 – Wojna stuletnia: zwycięstwo wojsk angielskich nad francuskimi w bitwie pod Poitiers.
- 1422 – Wojna bawarska: zwycięstwo wojsk monachijskich nad ingolstadzkimi w bitwie pod Alling.
- 1450 – Około 200 osób zostało stratowanych na moście św. Anioła w Rzymie.
- 1618 – Wojna trzydziestoletnia: czeskie wojska protestanckie rozpoczęły oblężenie Pilzna.
- 1641 – Wojna trzydziestoletnia: wojska cesarskie zdobyły po dwumiesięcznym oblężeniu Dorsten.
- 1678 – W Nijmegen podpisano francusko-hiszpański traktat pokojowy, jeden z serii kończących wojnę holenderską, toczoną pomiędzy Królestwem Francji, Biskupstwem Münster i Królestwem Szwecji a Republiką Zjednoczonych Prowincji, Królestwem Hiszpanii, Brandenburgią, Królestwem Danii i Świętym Cesarstwem Rzymskim.
- 1692 – Oskarżony o czary 80-letni Giles Corey został stracony przez zmiażdżenie w czasie polowania na czarownice w Salem w Nowej Anglii.
- 1734 – Wojna o sukcesję polską: nierozstrzygnięta bitwa pod Guastallą między wojskami francusko-piemonckimi a austriackimi.
- 1771 – W Hiszpanii ustanowiono Order Karola III.
- 1777 – Zwycięstwo wojsk amerykańskich nad brytyjskimi w bitwie pod Saratogą. Był to punkt zwrotny w wojnie o niepodległość Stanów Zjednoczonych.
- 1783 – W Wersalu odbył się pierwszy „załogowy” lot balonem, na pokładzie którego znalazły się: baran, kogut i kaczka.
- 1790 – Cesarz rzymski Franciszek II Habsburg poślubił swą drugą żonę – Marię Teresę Burbon-Sycylijską.
- 1799 – II koalicja antyfrancuska: zwycięstwo wojsk francusko-holenderskich nad rosyjsko-brytyjskimi w bitwie pod Bergen aan Zee.
- 1833 – Austria i Rosja podpisały konwencję z Münchengrätz, w której zobowiązały się do przeciwdziałania naruszaniu suwerenności Imperium Osmańskiego i do wspólnych akcji przeciw buntom w prowincjach polskich.
- 1836 – Wojna domowa w Urugwaju: zwycięstwo wojsk rządowych w bitwie pod Carpinterią.
- 1846 – Objawienie Matki Bożej w La Salette we Francji.
- 1848 – Wiosna Ludów: wybuchło powstanie słowackie.
- 1852 – Francuz Jean Chacornac i Włoch Annibale de Gasparis odkryli niezależnie od siebie planetoidę (20) Massalia.
- 1857 – Niemiecki astronom Hermann Goldschmidt odkrył planetoidy: (48) Doris i (49) Pales.
- 1865 – Niemiecki astronom Christian Peters odkrył planetoidę (85) Io.
- 1870 – Wojna francusko-pruska: rozpoczęło się oblężenie Paryża.
- 1881 – W wyniku ran odniesionych w zamachu 2 lipca tego roku zmarł prezydent USA James Garfield. Nowym prezydentem został dotychczasowy wiceprezydent Chester Arthur.
- 1888 – W belgijskim mieście Spa odbył się pierwszy na świecie konkurs piękności.
- 1893 – Nowa Zelandia jako pierwszy kraj na świecie przyznała czynne prawo wyborcze kobietom.
- 1898 – Otwarto nowy gmach Opery Królewskiej w Sztokholmie.
- 1899 – Prezydent Francji Émile François Loubet ułaskawił oficera pochodzenia żydowskiego Alfreda Dreyfusa, niesłusznie skazanego za szpiegostwo na rzecz Niemiec.
- 1900 – Butch Cassidy i Sundance Kid wraz z trzecim członkiem swojej bandy dokonali napadu na First Nacional Bank w Winnemucca w Nevadzie, rabując 32 tys. dolarów.
- 1901 – W Canton w amerykańskim stanie Ohio został pochowany prezydent USA William McKinley.
- 1902 – W wyniku wybuchu paniki w trakcie nabożeństwa w kościele baptystycznym w Birmingham w Alabamie zginęło 115 Afroamerykanów.
- 1912 – Założono holenderski klub piłkarski NAC Breda.
- 1916 – Założono norweski klub piłkarski FK Bodø/Glimt.
- 1918:
  - I wojna światowa: rozpoczęła się bitwa pod Megiddo.
  - Na Balboa Stadium w San Diego, podczas wiecu poparcia dla propozycji Woodrowa Wilsona powołania Ligi Narodów, wygłosił on, jako pierwszy prezydent USA, przemówienie z wykorzystaniem systemu elektronicznego wzmocnienia głosu.
- 1921 – W katastrofie górniczej w Mount Mulligan w australijskim stanie Queensland zginęło 75 osób.
- 1924 – W Nikozji założono nieistniejący już cypryjski klub piłkarski Enosis Neon Trust.
- 1926 – Otwarto stadion San Siro w Mediolanie.
- 1928:
  - Premiera amerykańskiego filmu muzycznego Śpiewający błazen w reżyserii Lloyda Bacona.
  - W Nowym Jorku rozpoczęto budowę drapacza chmur Chrysler Building.
- 1934 – Został aresztowany Bruno Hautpmann, porywacz i morderca małoletniego syna amerykańskiego pilota Charlesa Lindbergha.
- 1940 – Zwodowano japoński lotniskowiec „Taiyō”.
- 1941:
  - Front wschodni: wojska niemieckie zdobyły Kijów.
  - W Serejach na Litwie Niemcy wraz z miejscową policją dokonali masakry 953 Żydów.
- 1943:
  - Bitwa o Atlantyk: niemiecki okręt podwodny U-341 został zatopiony bombami głębinowymi przez kanadyjski bombowiec Consolidated B-24 Liberator, w wyniku czego zginęła cała, 50-osobowa załoga.
  - Holenderka Fanny Blankers-Koen ustanowiła w Lejdzie rekord świata w skoku w dal (6,25 m), który przetrwał do 1954 roku.
- 1944:
  - Front zachodni: rozpoczęła się bitwa o las Hurtgen.
  - Kampania śródziemnomorska: niemiecki okręt U-407 został zatopiony koło archipelagu Cyklad bombami głębinowymi przez brytyjskie niszczyciele HMS „Troubridge” i HMS „Terpsichore” oraz polski ORP „Garland”, w wyniku czego zginęło 5 spośród 53 członków załogi.
  - Niemcy rozwiązali duńską policję.
  - W Moskwie podpisano rozejm między ZSRR i Finlandią. Finowie podjęli walkę z Niemcami.
- 1945 – Brytyjski polityk faszystowski i niemiecki propagandysta radiowy William Joyce został skazany na karę śmierci.
- 1946 – Z Islandii wycofano wojska amerykańskie.
- 1949 – Dokonano oblotu brytyjskiego samolotu patrolowego Fairey Gannet.
- 1950 – Powstała Europejska Unia Płatnicza (EUP).
- 1951 – Powołano Światową Federację Niesłyszących.
- 1954 – W brazylijskim Porto Alegre otwarto Stadion Olímpico Monumental.
- 1955:
  - Na Pustyni Negew w Izraelu założono miasto Dimona.
  - Prezydent Argentyny Juan Perón został obalony w wojskowym zamachu stanu po czym uciekł z kraju.
  - Raszid Karami został premierem Libanu.
- 1957 – Na poligonie w Nevadzie przeprowadzono pierwszą amerykańską podziemną próbę nuklearną.
- 1958 – Wojna o niepodległość Algierii: Front Wyzwolenia Narodowego powołał rząd tymczasowy na czele z Ferhatem Abbasem.
- 1959 – Wystartował program naukowy Search for Extraterrestial Inteligence (SETI), którego celem jest znalezienie kontaktu z pozaziemskimi cywilizacjami poprzez poszukiwanie sygnałów radiowych i świetlnych sztucznie wytworzonych, pochodzących z przestrzeni kosmicznej, a niebędących dziełem człowieka.
- 1960 – 80 osób zginęło, a 14 zostało rannych w katastrofie amerykańskiego samolotu Douglas DC-6 na wyspie Guam.
- 1961:
  - 54% spośród głosujących w referendum obywateli Jamajki opowiedziało się za wystąpieniem z Federacji Indii Zachodnich.
  - W Pittsburghu w Pensylwanii otwarto halę sportową Mellon Arena.
- 1969 – Dokonano oblotu radzieckiego ciężkiego śmigłowca bojowego Mi-24.
- 1970 – W pobliżu angielskiej wsi Pilton odbył się pierwszy Glastonbury Festival, jeden z największych festiwali muzycznych na świecie.
- 1972 – Dyplomata Ami Sachori zginął w ambasadzie Izraela w Londynie w wyniku wybuchu bomby umieszczonej w liście.
- 1975:
  - BBC wyemitowała premierowy odcinek sitcomu Hotel Zacisze.
  - José Baptista Pinheiro de Azevedo został premierem Portugalii.
  - Założono Uniwersytet w słoweńskim Mariborze.
- 1976 – 154 osoby zginęły w katastrofie tureckiego Boeinga 727 w południowo-zachodniej Turcji.
- 1978 – Wyspy Salomona zostały członkiem ONZ.
- 1979 – W Bernie została podpisana konwencja o ochronie gatunków dzikiej flory i fauny europejskiej oraz ich siedlisk.
- 1980 – Premiera amerykańskiego filmu Zwyczajni ludzie w reżyserii Roberta Redforda.
- 1981 – Około 300 osób zginęło w katastrofie statku pasażerskiego „Sobral Santos II” na Amazonce w brazylijskim Óbidos.
- 1982 – Pierwsze znane użycie emotikonów :-) i :–(
- 1983 – Saint Kitts i Nevis uzyskało niepodległość (od Wielkiej Brytanii).
- 1985 – Około 10 tys. osób zginęło w wyniku trzęsienia ziemi w mieście Meksyk.
- 1988 – Huragan Gilbert zabił w dniach 8-19 września 433 osoby w rejonie Zatoki Meksykańskiej.
- 1989 – 171 osób zginęło po wybuchu bomby na pokładzie francuskiego samolotu McDonnell Douglas DC-10 nad pustynią w Nigrze.
- 1991:
  - Na granicy austriacko-włoskiej w Alpach Ötztalskich znaleziono zamrożone ciało Ötziego.
  - Przyjęto nową flagę i godło Białorusi, nazwę kraju zmieniono na Republika Białorusi.
  - Został reaktywowany Uniwersytet Narodowy „Akademia Kijowsko-Mohylańska”.
- 1994 – Wojska amerykańskie wylądowały na Haiti w celu nadzorowania przekazania władzy przez juntę legalnie wybranemu prezydentowi Jeanowi-Bertandowi Aristide’owi.
- 1995 – „The Washington Post” i „The New York Times” opublikowały manifest zamachowca Theodore’a Kaczynskiego, znanego jako „Unabomber”.
- 1996 – Papież Jan Paweł II rozpoczął wizytę we Francji.
- 1997 – 7 osób zginęło, a 139 zostało rannych w katastrofie kolejowej w Londynie.
- 1999 – Pod Walencją otwarto Tor wyścigowy Ricardo Tormo.
- 2006:
  - Czeski oszczepnik Jan Železný zakończył karierę sportową.
  - W Tajlandii doszło do wojskowego zamachu stanu.
- 2007:
  - Izraelski rząd ogłosił Strefę Gazy terytorium wrogim i wprowadził ograniczenia w dostawach paliwa i energii elektrycznej.
  - W Pailĭn w Kambodży został aresztowany Nuon Chea, główny ideolog byłego komunistycznego reżimu Czerwonych Khmerów.
- 2008 – Uległ awarii Wielki Zderzacz Hadronów w ośrodku Europejskiej Organizacji Badań Jądrowych (CERN) pod Genewą. Jego naprawa trwała 14 miesięcy.
- 2010 – W wyborach parlamentarnych w Szwecji zwyciężyła centroprawicowa koalicja.
- 2013 – W zamachach bombowych w miejscowościach Dżburin i Zamalka w Syrii zginęło 19 i 20 osób.
- 2015 – Szarif Isma’il został premierem Egiptu.
- 2017 – 370 osób zginęło, a ok. 6 tys. zostało rannych w trzęsieniu ziemi w meksykańskim stanie Puebla.
- 2022 – Pogrzeb królowej brytyjskiej Elżbiety II.

## Urodzili się
- 86 – Antoninus Pius, cesarz rzymski (zm. 161)
- 866 – Leon VI Filozof, cesarz bizantyński (zm. 912)
- 1377 – Albrecht IV Habsburg, książę Austrii (zm. 1404)
- 1426 – Maria Kliwijska, księżna Orleanu (zm. 1487)
- 1508 – Maria Paleolog, markiza Montferratu (zm. 1530)
- 1551 – Henryk III Walezy, król Polski i Francji (zm. 1589)
- 1618 – Matouš Ferdinand Sobek z Bílenberka, czeski duchowny katolicki, biskup hradecki, arcybiskup metropolita praski i prymas Czech (zm. 1675)
- 1683 – Laurentius Heister, niemiecki anatom, chirurg, botanik (zm. 1758)
- 1714 – Charles Humphreys, amerykański młynarz, polityk (zm. 1786)
- 1737 – Charles Carroll, amerykański polityk, senator (zm. 1832)
- 1749 – Jean-Baptiste Joseph Delambre, francuski matematyk, astronom, geodeta, metrolog (zm. 1822)
- 1759 – William Kirby, brytyjski duchowny anglikański, entomolog (zm. 1850)
- 1772 – Vicente López Portaña, hiszpański malarz (zm. 1850)
- 1793 – Anna Fröhlich, austriacka śpiewaczka (zm. 1880)
- 1797 – January Suchodolski, polski malarz batalista, oficer (zm. 1875)
- 1802 – Lajos Kossuth, węgierski szlachcic, prawnik, dziennikarz, przywódca rewolucji węgierskiej (zm. 1894)
- 1803:
  - Maria Anna Sabaudzka, księżniczka sardyńska, cesarzowa austriacka, królowa węgierska i czeska (zm. 1884)
  - Maria Teresa Sabaudzka, księżniczka Sabaudii, księżna Lukki i Parmy (zm. 1879)
- 1808 – Friedrich Karl Moes, niemiecki fabrykant (zm. 1863)
- 1811 – Orson Pratt, amerykański duchowny mormoński (zm. 1881)
- 1813 – Christian Peters, niemiecko-amerykański astronom (zm. 1890)
- 1814 – Cajetan Felder, austriacki prawnik, entomolog, polityk, burmistrz Wiednia (zm. 1894)
- 1815 – Bronisław Dąbowski, polski działacz niepodległościowy, powstaniec (zm. 1880)
- 1825 – Ludwig Burger, niemiecki malarz, rysownik (zm. 1884)
- 1828 – Fridolin Anderwert, szwajcarski polityk (zm. 1880)
- 1830 – Jan Petersilge, polski drukarz, wydawca pochodzenia niemieckiego (zm. 1905)
- 1831:
  - Michał Heydenreich, polski generał, uczestnik powstania styczniowego (zm. 1886)
  - Eliasz Mellus, syryjski duchowny katolicki, biskup Mardinu (zm. 1908)
- 1834:
  - Władysław Holewiński, polski prawnik (zm. 1919)
  - Franjo Iveković, chorwacki duchowny katolicki, językoznawca, pisarz religijny (zm. 1914)
- 1837 – Adolf Sonnenfeld, polski skrzypek, kompozytor, dyrygent (zm. 1914)
- 1839 – George Cadbury, brytyjski przemysłowiec, reformator społeczny (zm. 1922)
- 1841:
  - Bronisław Teodor Grabowski, polski etnograf, slawista, pisarz (zm. 1900)
  - Anatol Wachnianin, ukraiński działacz społeczny, polityk (zm. 1908)
- 1842 – Jerzy Buzek, polski działacz społeczny (zm. 1907)
- 1843 – Jadwiga Papi, polska pisarka, tłumaczka, pedagog, działaczka społeczna (zm. 1906)
- 1848:
  - Gunnar Knudsen, norweski armator, polityk, premier Norwegii (zm. 1928)
  - Edward Mateusz Jan Römer, polski malarz (zm. 1900)
- 1850:
  - Lew Pajewski, rosyjski duchowny prawosławny, historyk (zm. 1912 lub 19)
  - Walenty Wróbel, polski filolog klasyczny, pedagog (zm. 1912)
- 1853:
  - Florentino Ameghino, argentyński zoolog, paleontolog, antropolog, wykładowca akademicki (zm. 1911)
  - Michał Bragança, portugalski arystokrata (zm. 1927)
- 1855:
  - William Harris Ashmead, amerykański entomolog (zm. 1908)
  - Katharina Klafsky, węgierska śpiewaczka operowa (sopran) (zm. 1896)
- 1856:
  - Konstanty Buszczyński, polski ziemianin, urzędnik konsularny (zm. 1921)
  - Otto Günther-Naumburg, niemiecki malarz (zm. 1941)
- 1857 – Alfons Edler von Rosthorn, austriacki ginekolog (zm. 1909)
- 1862:
  - Juliusz Bursche, polski duchowny ewangelicki, superintendent Kościoła Ewangelicko-Augsburskiego w Polsce, teolog, działacz niepodległościowy (zm. 1942)
  - Adeline De Walt Reynolds, amerykańska aktorka (zm. 1961)
  - Arvid Lindman, szwedzki polityk, premier Szwecji (zm. 1936)
- 1864 – Carl Correns, niemiecki genetyk, botanik (zm. 1933)
- 1867 – Arthur Rackham, brytyjski ilustrator książek (zm. 1939)
- 1868:
  - Michał Olszewski, polski polityk, publicysta (zm. 1924)
  - Stanisław Orłowski, polski neurolog, psychiatra (zm. 1923)
  - Ernst Seger, niemiecki rzeźbiarz (zm. 1939)
- 1869 – Ben Turpin, amerykański aktor, komik (zm. 1940)
- 1871 – Michał Tarasiewicz, polski aktor, reżyser teatralny (zm. 1923)
- 1872:
  - Stanisław Niemczycki, polski chemik (zm. 1943)
  - Key Pittman, amerykański polityk, senator (zm. 1940)
- 1873 – Rudolf Charousek, węgierski szachista pochodzenia czeskiego (zm. 1900)
- 1879 – Narcyz Turchan, polski franciszkanin, męczennik, błogosławiony (zm. 1942)
- 1881:
  - Leon Ghilardi, albański generał pochodzenia chorwacko-włoskiego (zm. 1935)
  - Józefa Singer, polska pielęgniarka pochodzenia żydowskiego (zm. 1955)
- 1883 – Wiktor Maleszewski, polski podpułkownik, lekarz, polityk, prezydent Wilna, poseł na Sejm RP (zm. 1941)
- 1885 – József Keresztessy, węgierski gimnastyk (zm. 1962)
- 1886:
  - Alfred Felber, szwajcarski wioślarz (zm. 1967)
  - Asatori Katō, japoński pisarz, tłumacz (zm. 1938)
  - January Sánchez Delgadillo, meksykański duchowny katolicki, męczennik, święty (zm. 1927)
- 1887 – Włodzimierz Krukowski, polski inżynier elektryk (zm. 1941)
- 1888:
  - Walter Elliot, brytyjski polityk (zm. 1958)
  - Kazimierz Justian, polski aktor (zm. 1936)
  - Izrael Kahan, polski dziennikarz pochodzenia żydowskiego (zm. ?)
- 1889:
  - Sadie Delany, amerykańska pisarka (zm. 1999)
  - Ernest Truex, amerykański aktor (zm. 1973)
  - Eustachy Żyliński, polski matematyk (zm. 1954)
- 1890 – Jim Griffiths, brytyjski polityk (zm. 1975)
- 1891:
  - January Grzędziński, polski pułkownik, publicysta, pisarz (zm. 1975)
  - Edward Jakóbowicz, polski kapitan saperów inżynier (zm. ?)
  - Ernst Stein, austriacki historyk, bizantynolog (zm. 1945)
  - Konstantin Uchanow, radziecki polityk (zm. 1937)
- 1892 – Jan Piekałkiewicz, polski ekonomista, polityk, działacz ruchu ludowego, delegat Rządu na Kraj (zm. 1943)
- 1893 – Mieczysław Niedziałkowski, polski działacz socjalistyczny, publicysta (zm. 1940)
- 1894:
  - Tadeusz Bartodziejski, polski kolarz szosowy (zm. 1940)
  - Rachel Lyman Field, amerykańska autorka literatury dziecięcej i młodzieżowej (zm. 1942)
- 1895:
  - Andrzej Battaglia, polski plutonowy podchorąży, legionista pochodzenia włoskiego (zm. 1918)
  - Albert Hersoy, francuski gimnastyk (zm. 1979)
- 1896 – Brunon Sikorski, polski działacz gospodarczy i społeczny, polityk, poseł na Sejm RP (zm. 1976)
- 1898:
  - Friedrich Hildebrandt, niemiecki polityk nazistowski, zbrodniarz wojenny (zm. 1948)
  - Giuseppe Saragat, włoski ekonomista, polityk, prezydent Włoch (zm. 1988)
- 1899:
  - Ricardo Cortez, amerykański aktor pochodzenia austriackiego (zm. 1977)
  - Michel Rasquin, luksemburski dziennikarz, polityk (zm. 1958)
- 1900 – Włodzimierz Słobodnik, polski poeta, satyryk, tłumacz (zm. 1991)
- 1901:
  - Ludwig von Bertalanffy, austriacki biolog, filozof, wykładowca akademicki pochodzenia węgierskiego (zm. 1972)
  - Rozalia Celakówna, polska pielęgniarka, mistyczka, Służebnica Boża (zm. 1944)
  - Hermann Heimpel, niemiecki historyk, wykładowca akademicki (zm. 1988)
  - Joe Pasternak, amerykański reżyser filmowy pochodzenia węgiersko-żydowskiego (zm. 1991)
- 1902:
  - Mychajło Hreczucha, ukraiński i radziecki polityk (zm. 1976)
  - Michał Strankowski, polski zoolog, pedagog (zm. 1944)
  - James Van Alen, amerykański tenisista (zm. 1991)
- 1904:
  - Paweł Finder, polski działacz komunistyczny, I sekretarz PPR (zm. 1944)
  - Antonio Janni, włoski piłkarz (zm. 1987)
  - Anna Zofia Krygowska, polska matematyk, wykładowczyni akademicka (zm. 1988)
  - Lubomir Pipkow, bułgarski kompozytor, pianista, pedagog (zm. 1974)
  - Ludwik Simon, polski historyk teatru (zm. prawd. 1943)
- 1905:
  - Baruch Azanja, izraelski prawnik, polityk (zm. 1994)
  - Cameron Hewley, amerykański pisarz (zm. 1969)
  - Akilles Järvinen, fiński wszechstronny lekkoatleta (zm. 1943)
  - Leon Jaworski, amerykański prawnik pochodzenia polsko-austriackiego (zm. 1982)
  - Trofim Kostiuk, ukraiński i radziecki polityk (zm. 1941)
- 1906:
  - Anna Abert, niemiecka muzykolog, wykładowczyni akademicka (zm. 1996)
  - Łuka Pałamarczuk, radziecki dyplomata, polityk (zm. 1986)
- 1908:
  - Wieńczysław Barański, polski podpułkownik pilot (zm. 1970)
  - Mika Waltari, fiński pisarz (zm. 1979)
  - Victor Weisskopf, austriacko-amerykański fizyk pochodzenia żydowskiego (zm. 2002)
- 1909:
  - Tadeusz Arentowicz, polski major pilot, dowódca eskadry dywizjonu 303 (zm. 1941)
  - Decima Norman, australijska lekkoatletka, sprinterka, płotkarka i skoczkini w dal (zm. 1983)
  - Ferdinand Anton Ernst Porsche, austriacki producent samochodów (zm. 1998)
- 1910:
  - Nellie Halstead, brytyjska lekkoatletka, sprinterka i biegaczka średniodystansowa (zm. 1991)
  - Margaret Lindsay, amerykańska aktorka (zm. 1981)
  - Maurício Rocha e Silva, brazylijski lekarz, farmakolog (zm. 1983)
  - Arturo Tolentino, filipiński polityk, wiceprezydent (zm. 2004)
  - Ledyard Tucker, amerykański statystyk i psycholog (zm. 2004)
  - Władysław Wiącek, polski duchowny katolicki, jezuita, Sługa Boży (zm. 1944)
- 1911:
  - William Golding, brytyjski prozaik, poeta, laureat Nagrody Nobla (zm. 1993)
  - Stanisław Marciniak, polski fizyk, wykładowca akademicki (zm. 1999)
- 1912:
  - Jurij Fedynskyj, ukraińsko-amerykański prawnik, wykładowca akademicki (zm. 1979)
  - Leon Roppel, kaszubski poeta, publicysta, nauczyciel (zm. 1978)
  - Kurt Sanderling, niemiecki dyrygent pochodzenia żydowskiego (zm. 2011)
  - Rickard Sarby, szwedzki żeglarz sportowy (zm. 1977)
  - Wacław Szubert, polski prawnik, ekonomista, wykładowca akademicki (zm. 1994)
- 1913:
  - Zenon Bauer, polski polityk, przewodniczący Prezydium MRN Gorzowa Wielkopolskiego (zm. 2012)
  - Frances Farmer, amerykańska aktorka (zm. 1970)
  - Manfred Kersch, niemiecki lekkoatleta, sprinter (zm. 1994)
- 1914:
  - Fiodor Artiemjew, radziecki podpułkownik (zm. 1992)
  - Alphonzo Bell, amerykański polityk (zm. 2004)
  - Mieczysław Łomowski, polski lekkoatleta, dyskobol i kulomiot (zm. 1969)
  - Rogers Morton, amerykański polityk (zm. 1979)
- 1915:
  - Jóhann Hafstein, islandzki polityk, premier Islandii (zm. 1980)
  - Walter Edward Smith, australijski żołnierz, uczestnik powstania warszawskiego (zm. ?)
  - Blanche Thebom, amerykańska śpiewaczka operowa (mezzosopran) (zm. 2010)
- 1916 – Ed Gross, amerykański gimnastyk (zm. 1985)
- 1917 – Andrzej Miłosz, polski dziennikarz, publicysta, reżyser filmów dokumentalnych (zm. 2002)
- 1918:
  - Penelope Mortimer, brytyjska pisarka (zm. 1999)
  - Florea Rimaru, rumuński seryjny morderca (zm. 1972)
- 1919:
  - Josiah Zion Gumede, rodezyjski duchowny protestancki, nauczyciel, polityk, jedyny prezydent Zimbabwe Rodezji (zm. 1989)
  - Jadwiga Tymek, polska harcerka, członkini Szarych Szergów i AK (zm. 1944)
- 1920:
  - Gustavo Leigh, chilijski generał (zm. 1999)
  - Cándido Rubiolo, argentyński duchowny katolicki, arcybiskup Mendozy (zm. 2004)
  - Stefan Serwicki, polski technik rolnictwa, polityk, poseł na Sejm PRL (zm. 1970)
- 1921:
  - André Chandernagor, francuski polityk
  - Rudolf Dzipanow, polski generał brygady, doktor nauk humanistycznych, publicysta (zm. 2013)
  - Paulo Freire, brazylijski pedagog (zm. 1997)
  - Emanuel Halicz, polsko-duński historyk, pułkownik żydowskiego pochodzenia (zm. 2015)
  - Eric Lenneberg, amerykański językoznawca pochodzenia żydowskiego (zm. 1975)
  - Zdzisław Lesiński, polski gimnastyk, trener (zm. 2000)
  - Jerzy Lisikiewicz, polski ekonomista (zm. 2011)
- 1922:
  - Natalia Astafiewa, rosyjsko-polska poetka, tłumaczka (zm. 2016)
  - Anthony Hinds, brytyjski scenarzysta i producent filmowy (zm. 2013)
  - Damon Knight, amerykański autor, redaktor i krytyk literatury science fiction i fantasy (zm. 2002)
  - Märta Norberg, szwedzka biegaczka narciarska (zm. 2020)
  - Willie Pep, amerykański bokser (zm. 2006)
  - Emil Zátopek, czeski lekkoatleta, długodystansowiec (zm. 2000)
  - Dana Zátopková, czeska lekkoatletka, oszczepniczka (zm. 2020)
  - Jan Żardecki, polski aktor (zm. 2018)
- 1923:
  - José Vicente Carvalho Cardoso, portugalski agronom, polityk (zm. 2010)
  - Zbigniew Krzyżkiewicz, polski ekonomista, wykładowca akademicki (zm. 2016)
  - Alojzy Walaszek, polski dyplomata (zm. 1994)
- 1924:
  - Władimir Cybulko, radziecki polityk (zm. 1987)
  - Stanisław Kaczor, polski profesor zwyczajny dr hab. nauk humanistycznych o specjalności pedagogika pracy (zm. 2014)
  - Leonardo Ribeiro de Almeida, portugalski prawnik, polityk (zm. 2006)
- 1925:
  - Jurij Drozdow, rosyjski generał major KGB (zm. 2017)
  - Stefan Kwilecki, polski architekt (zm. 2001)
  - Jerzy Ozdowski, polski polityk, członek Rady Państwa, wicepremier, wicemarszałek Sejmu PRL (zm. 1994)
  - Ryszard Semka, polski architekt (zm. 2016)
  - Jan Skopeček, czeski aktor (zm. 2020)
  - Heinz Tobolla, niemiecki rzeźbiarz (zm. 2013)
- 1926:
  - Masatoshi Koshiba, japoński fizyk, laureat Nagrody Nobla (zm. 2020)
  - Duke Snider, amerykański baseballista (zm. 2011)
  - Lurleen Wallace, amerykańska polityk (zm. 1968)
  - Helena Zarachowicz, polska bibliotekarka, historyk (zm. 2012)
- 1927:
  - Harold Brown, amerykański fizyk, polityk, sekretarz obrony (zm. 2019)
  - Tadeusz Gicgier, polski pisarz (zm. 2005)
  - Rosemary Harris, brytyjska aktorka
  - William Hickey, amerykański aktor (zm. 1997)
  - Angela Moldovan, rumuńska piosenkarka (zm. 2013)
  - Gabriel Thohey Mahn-Gaby, birmański duchowny katolicki, arcybiskup Rangunu (zm. 2016)
- 1928:
  - Joan Mayné, hiszpański rzeźbiarz (zm. 2016)
  - Adam West, amerykański aktor (zm. 2017)
- 1929:
  - Charles Gordon-Lennox, brytyjski arystokrata (zm. 2017)
  - Bogdan Śmigielski, polski aktor (zm. 2013)
- 1930:
  - Muhal Richard Abrams, amerykański pianista i kompozytor jazzowy (zm. 2017)
  - Henryk Bąk, polski działacz ludowy, wicemarszałek Sejmu RP (zm. 1998)
  - Ernst-Wolfgang Böckenförde, niemiecki prawnik, myśliciel polityczny (zm. 2019)
  - Antonio Margheriti, włoski reżyser filmowy (zm. 2002)
  - Hanna Świda-Ziemba, polska socjolog, wykładowczyni akademicka, działaczka opozycji antykomunistycznej (zm. 2012)
- 1931:
  - Göran Abrahamsson, szwedzki szpadzista (zm. 2018)
  - Brook Benton, amerykański wokalista i kompozytor rhythmandbluesowy (zm. 1988)
  - Jean-Claude Carrière, francuski scenarzysta filmowy, pisarz, dramaturg, aktor (zm. 2021)
  - Ray Danton, amerykański aktor, reżyser i producent filmowy (zm. 1992)
  - Julio Grondona, argentyński działacz sportowy (zm. 2014)
  - Václav Hovorka, czeski piłkarz (zm. 1996)
  - Márta Mészáros, węgierska reżyserka i scenarzystka filmowa
  - Mirosława Narkiewicz, polska anatom, kardiochirurg, chirurg dziecięcy, wykładowczyni akademicka (zm. 2017)
- 1932:
  - Bertrand Blanchet, kanadyjski duchowny katolicki, arcybiskup Rimouski
  - Adam Chruszczewski, polski historyk, wykładowca akademicki (zm. 2019)
  - Wojciech Matuszewski, polski inżynier budownictwa, samorządowiec, burmistrz Kłodzka (zm. 2009)
  - Mike Royko, amerykański dziennikarz, felietonista pochodzenia ukraińsko-polskiego (zm. 1997)
  - Stefanie Zweig, niemiecka pisarka pochodzenia żydowskiego (zm. 2014)
- 1933:
  - Norbert Eschmann, szwajcarski piłkarz (zm. 2009)
  - David McCallum, brytyjski aktor
  - Janusz Prokopiak, polski polityk, poseł na Sejm PRL (zm. 2020)
  - Anna Sztaudynger-Kaliszewicz, polska socjolog, wykładowczyni akademicka, pisarka (zm. 2023)
- 1934:
  - Brian Epstein, brytyjski manager zespołu The Beatles (zm. 1967)
  - Mikołaj Pac Pomarnacki, polski szermierz, trener (zm. 2022)
  - Hans-Emil Schuster, niemiecki astronom
  - Ganimet Simixhiu Vendresha, albańska tancerka baletowa (zm. 2022)
- 1935:
  - Milan Antal, słowacki astronom (zm. 1999)
  - Velasio De Paolis, włoski kardynał (zm. 2017)
  - Adam Kochanowski, polski poeta
  - Gabriel Kembo, kongijski duchowny katolicki, biskup Matadi (zm. 2016)
  - Krystyna Krupska-Wysocka, polska reżyserka filmowa (zm. 2020)
  - Nick Massi, amerykański wokalista, członek zespołu The Four Seasons (zm. 2000)
  - Stanisław Sieruta, polski śpiewak i tancerz ludowy (zm. 2016)
- 1936:
  - João Cravinho, portugalski inżynier, działacz gospodarczy, polityk, minister przemysłu i technologii, eurodeputowany (zm. 2025)
  - Andrzej Kreütz Majewski, polski scenograf, malarz (zm. 2011)
  - Al Oerter, amerykański lekkoatleta, dyskobol (zm. 2007)
- 1937:
  - Stefania Cybulko, polska lekkoatletka, sprinterka (zm. 2025)
  - Jacek Moczydłowski, polski kierownik produkcji i producent filmowy (zm. 2010)
  - Borys Oniszczenko, ukraiński pięcioboista nowoczesny
  - José Pedraza, meksykański lekkoatleta, chodziarz (zm. 1998)
- 1938:
  - Zygmunt Krauze, polski kompozytor, pianista
  - Jorge Alberto Mendonça, portugalski piłkarz pochodzenia angolskiego
- 1939:
  - Bronisława Bajor, polska polityk, poseł na Sejm RP
  - Jerzy Bartmiński, polski językoznawca, etnolingwista, folklorysta, slawista (zm. 2022)
  - Algimantas Bučys, litewski poeta i krytyk literacki
  - Babben Enger Damon, norweska biegaczka narciarska
  - Maria Komisarek, polska pływaczka (zm. 2014)
- 1940:
  - Ireneusz Kania, polski tłumacz, poliglota (zm. 2023)
  - Bill Medley, amerykański wokalista, członek zespołu The Righteous Brothers
  - Paul Williams, amerykański aktor, kompozytor, muzyk, autor tekstów piosenek, pisarz
- 1941:
  - Cass Elliot, amerykańska piosenkarka (zm. 1974)
  - Mariangela Melato, włoska aktorka (zm. 2013)
  - Daan Schrijvers, holenderski piłkarz (zm. 2018)
  - Pedro Ercílio Simon, brazylijski duchowny katolicki, arcybiskup Passo Fundo (zm. 2020)
- 1942:
  - Jean Auroux, francuski samorządowiec, polityk
  - Zygmunt Ratman, polski samorządowiec, polityk, poseł na Sejm RP
  - Jewhen Stankowycz, ukraiński kompozytor, pedagog
- 1943:
  - Christl Haas, austriacka narciarka dowolna (zm. 2001)
  - Janusz Kondratiuk, polski reżyser i scenarzysta filmowy (zm. 2019)
  - Murilo Krieger, brazylijski duchowny katolicki, arcybiskup Salvadoru, prymas Brazylii
  - Danuta Matejko, polska koszykarka
  - Joe Morgan, amerykański baseballista (zm. 2020)
  - Stanisław Niemczyk, polski architekt (zm. 2019)
  - Pan Witek, polski gitarzysta i śpiewak uliczny
- 1944:
  - Anders Björck, szwedzki polityk
  - Edmund Joensen, farerski polityk, premier Wysp Owczych
  - Efrajim Sneh, izraelski polityk
- 1945:
  - Michał Atamanow, udmurcki duchowny prawosławny, językoznawca
  - Mieczysław Gajda, polski aktor
  - Bernard Poignant, francuski samorządowiec, polityk
- 1946:
  - John Coghlan, brytyjski perkusista, członek zespołu Status Quo
  - Krzysztof Grzegorek, polski szablista, trener
  - Brian Henton, brytyjski kierowca wyścigowy
  - Yoon Jeung-hyun, południowokoreański polityk, premier Korei Południowej
  - John Skorupski, brytyjski filozof, wykładowca akademicki pochodzenia polskiego
- 1947:
  - Rafaela Alburquerque, dominikańska prawniczka, dyplomatka i polityczka
  - Steve Bartlett, amerykański polityk
  - Henry Bromell, amerykański reżyser, scenarzysta i producent filmowy (zm. 2013)
  - Thomas H. Cook, amerykański pisarz
  - Lol Creme, brytyjski kompozytor, gitarzysta, klawiszowiec, producent muzyczny

- - Mate Granić, chorwacki lekarz, polityk
  - Wiktor Iwanienko, rosyjski generał major, szef KGB (zm. 2023)
  - Hubert Izdebski, polski prawnik
  - Wiktor Jerofiejew, rosyjski pisarz, publicysta
  - Tanith Lee, brytyjska pisarka (zm. 2015)
  - Alain Lipietz, francuski polityk pochodzenia żydowskiego
  - Jozef Móder, słowacki piłkarz, trener
  - Urszula Sipińska, polska piosenkarka, pianistka, kompozytorka, architektka wnętrz
  - Janusz Zaorski, polski reżyser, scenarzysta i producent filmowy
- 1948:
  - Jerzy Drygalski, polski ekonomista, działacz opozycji antykomunistycznej, wiceminister przekształceń własnościowych (zm. 2018)
  - Mychajło Fomenko, ukraiński piłkarz, trener (zm. 2024)
  - Marian Golka, polski socjolog, profesor nauk humanistycznych
  - Jeremy Irons, brytyjski aktor
  - Josip Leko, chorwacki prawnik, polityk
  - Jacek Saryusz-Wolski, polski polityk, eurodeputowany
  - Nadieżda Tkaczenko, ukraińska lekkoatletka, wieloboistka
- 1949:
  - Anatolij Końkow, ukraiński piłkarz, trener (zm. 2024)
  - Slavko Linić, chorwacki ekonomista, samorządowiec, polityk
  - Bohdan Masztaler, polski piłkarz
  - Michel Musa, libański kardiolog, polityk
  - Sally Potter, brytyjska aktorka, kompozytorka, scenarzystka i reżyserka filmowa
  - Twiggy, brytyjska aktorka, modelka, piosenkarka
  - Sidney Wicks, amerykański koszykarz
- 1950:
  - Marek Jarociński, polski przedsiębiorca, menadżer, działacz opozycji antykomunistycznej, polityk, wicewojewoda bydgoski (zm. 2023)
  - Erkki Liikanen, fiński ekonomista, dyplomata, polityk
  - André Lombard, szwajcarski szachista, trener
  - Tarcísio Scaramussa, brazylijski duchowny katolicki, biskup Santos
  - Gian Franco Schietroma, włoski prawnik, samorządowiec, polityk
- 1951:
  - Marianne Adam, niemiecka lekkoatletka, kulomiotka
  - Marie-Anne Chazel, francuska aktorka
  - Alicja Eksztajn, polska piosenkarka
  - Ian Hudghton, szkocki przedsiębiorca, polityk
  - Rudolf Hundstorfer, austriacki związkowiec, samorządowiec, polityk (zm. 2019)
  - Kazimierz Kmiecik, polski piłkarz, trener
  - Daniel Lanois, kanadyjski muzyk, producent muzyczny
  - Raido Rüütel, estoński kierowca rajdowy i wyścigowy
- 1952:
  - Guy Consolmagno, amerykański jezuita, planetolog, astronom, popularyzator nauki
  - Bernard de Dryver, belgijski kierowca wyścigowy
  - Gunnar Hökmark, szwedzki ekonomista, polityk, eurodeputowany
  - Henry Kaiser, amerykański gitarzysta, kompozytor
  - Andrzej Kozioł, polski samorządowiec, polityk, poseł na Sejm RP
  - Kazimierz Madej, polski malarz, reżyser, aktor, kabareciarz,
  - Krzysztof Myszkowski, polski tenisista, pisarz
  - Daniel (Purtsuklis), grecki biskup prawosławny
  - Nile Rodgers, amerykański gitarzysta, kompozytor, autor tekstów, producent muzyczny, członek zespołu Chic
- 1953:
  - Wolha Abramawa, białoruska filozof, polityk
  - Bogdan Norčič, słoweński skoczek narciarski, trener (zm. 2004)
  - Dina Rubina, rosyjsko-izraelska pisarka
  - Michael Shine, amerykański lekkoatleta, płotkarz
  - Grażyna Szapołowska, polska aktorka
  - Waldemar Śmigasiewicz, polski reżyser filmowy i teatralny
  - Stanisław Żyjewski, polski sędzia piłkarski (zm. 2017)
- 1954:
  - David Bamber, brytyjski aktor
  - Ted Jensen, amerykański producent muzyczny, inżynier dźwięku i masteringu
  - Karina Pētersone, łotewski polityk
  - Bolesław Piecha, polski ginekolog, polityk, poseł na Sejm RP, senator i eurodeputowany
  - Eleni Witali, grecka pieśniarka
- 1955:
  - Rebecca Blank, amerykańska polityk, sekretarz handlu Stanów Zjednoczonych (zm. 2023)
  - Petra Boesler, niemiecka wioślarka
  - Tomislav Koljatic Maroevic, chilijski duchowny katolicki, biskup Linares pochodzenia chorwackiego
  - Robert Rochefort, francuski ekonomista, socjolog, polityk, eurodeputowany
  - Vlastimil Tlustý, czeski przedsiębiorca, polityk
- 1956:
  - Patrick Janssens, belgijski i flamandzki polityk
  - Zbigniew Kuźmiuk, polski ekonomista, publicysta, polityk, poseł na Sejm RP i eurodeputowany
  - William McGrattan, kanadyjski duchowny katolicki, biskup Peterborough
  - Cyrus Nowrasteh, amerykański reżyser, producent i scenarzysta filmowy pochodzenia irańskiego
  - John Sadri, amerykański tenisista
- 1957:
  - Krzysztof Bartoszewicz, polski aktor, reżyser teatralny
  - Yoshio Kushida, japoński sejsmolog, astronom amator
  - Richard Linnehan, amerykański lekarz weterynarii, astronauta
  - Daniel Poulin, kanadyjski hokeista (zm. 2015)
  - Marian Putyra, polski trener piłkarski
- 1958:
  - Lita Ford, brytyjska wokalistka, gitarzystka, członkini zespołu The Runaways
  - Kevin Hooks, amerykański aktor, producent i reżyser filmowy i telewizyjny
  - Korado Korlević, chorwacki astronom
  - Marek Szydlik, polski siatkarz
  - Tadeusz Szubka, polski filozof
  - José Torres, kubańsko-polski perkusista
- 1959:
  - Marshall Jefferson, amerykański producent muzyczny
  - Jerzy Stanisław Majewski, polski historyk sztuki, dziennikarz, publicysta
  - Vladimír Maňka, słowacki inżynier, polityk
  - Diego Ormaechea, urugwajski rugbysta, trener
  - Jean-Jacques Urvoas, francuski prawnik, polityk
- 1960:
  - Mozer, brazylijski piłkarz, trener
  - Viera Podhányiová, słowacka hokeistka na trawie
  - Oksana Zabużko, ukraińska pisarka, poetka, eseistka
  - Czesław Żelichowski, polski politolog, samorządowiec, polityk, senator RP
- 1961:
  - Luís Paulo Alves, portugalski ekonomista, polityk, eurodeputowany
  - Artur Ekert, polski fizyk, wykładowca akademicki
  - Josimar, brazylijski piłkarz
  - Arben Malaj, albański ekonomista, polityk
- 1962:
  - Radek Bajgar, czeski dziennikarz, reżyser, scenarzysta i producent telewizyjny
  - Gottfried von Bismarck, niemiecki arystokrata (zm. 2007)
  - Marios Chadziandreu, cypryjski lekkoatleta, skoczek w dal
  - Dorota Kawińska-Domurad, polska polonistka, działaczka samorządowa, burmistrz Kłodzka
  - Ołeksandr Muzyczko, ukraiński przedsiębiorca, działacz organizacji nacjonalistycznych (zm. 2014)
  - Cheri Oteri, amerykańska aktorka
- 1963:
  - Jarvis Cocker brytyjski muzyk, lider zespołu Pulp
  - Artur Fryz, polski poeta, autor piosenek, dziennikarz (zm. 2013)
  - Alessandra Martines, włosko-francuska aktorka, tancerka
  - Marcin Pospieszalski, polski basista, kompozytor, producent muzyczny
  - David Seaman, angielski piłkarz, bramkarz
  - Andrzej Tatuśko, polski menadżer, polityk
- 1964:
  - Francisco Boza, peruwiański strzelec sportowy
  - Jennifer Cooke, amerykańska aktorka
  - Patrick Marber, brytyjski pisarz, scenarzysta filmowy
  - Konstanty Oświęcimski, polski polityk, samorządowiec, poseł na Sejm RP, wójt gminy Rewal
  - Kim Richards, amerykańska aktorka
- 1965:
  - Piotr Dębowski, polski dziennikarz i komentator sportowy
  - Goldie, brytyjski didżej, producent muzyczny
  - Bernhard Gstrein, austriacki narciarz alpejski
  - Jean Harbor, amerykański piłkarz
  - Katrina McClain Johnson, amerykańska koszykarka
  - Piotr Oszczanowski, polski historyk sztuki
  - Gilles Panizzi, francuski kierowca rajdowy
  - Francisco Sánchez Luna, hiszpański żeglarz sportowy
  - Tim Scott, amerykański polityk, senator
  - Tshering Tobgay, bhutański polityk, premier Bhutanu
  - Alexandra Vandernoot, belgijska aktorka
  - Sunita Williams, amerykańska komandor US Navy, pilotka wojskowa, astronautka
- 1966:
  - Leszek Gnoiński, polski dziennikarz muzyczny
  - Andriej Ługowoj, rosyjski funkcjonariusz KGB, przedsiębiorca, polityk
  - Daniela Neunast, niemiecka wioślarka, sterniczka
  - Yoshihiro Takayama, japoński zawodnik MMA, wrestler
- 1967:
  - Aleksandr Karielin, rosyjski zapaśnik, polityk
  - Jacek Kubka, polski strzelec sportowy
  - Michel Lafis, szwedzki kolarz szosowy
  - Steve Locher, szwajcarski narciarz alpejski
  - Rafał Matyja, polski historyk, politolog
  - Iwona Nabożna, polska piłkarka ręczna
  - Raymond Pierre, amerykański lekkoatleta, sprinter
  - Tangariki Reete, kiribatyjska polityczka
  - Roland Schimmelpfennig, niemiecki prozaik, dramaturg
- 1968:
  - Troy Dalbey, amerykański pływak
  - Witold Karolak, polski kompozytor, producent muzyczny, aranżer
  - Paweł Łukaszewski, polski kompozytor, dyrygent, pedagog
  - Koos Maasdijk, holenderski wioślarz
  - Tomasz Szarek, polski matematyk, filozof
  - Kim Thúy, kanadyjska pisarka pochodzenia wietnamskiego
- 1969:
  - Mariusz Błaszczak, polski polityk, poseł na Sejm RP, minister spraw wewnętrznych i administracji, minister obrony narodowej
  - Konstantin Cziu, rosyjsko-australijski bokser
  - Candy Dulfer, holenderska saksofonistka jazzowa
  - Jóhann Jóhannsson, islandzki kompozytor muzyki filmowej (zm. 2018)
  - Tapio Wilska, fiński muzyk, wokalista, autor tekstów, członek zespołów: Finntroll, Sethian, Lyijykomppania, Soulgrind i Survivors Zero
  - Alicja Wosik, polska dziennikarka, filmowiec, działaczka społeczna
- 1970:
  - Sonny Anderson, brazylijski piłkarz
  - Marc Arnold, południowoafrykański piłkarz
  - Tomasz Brożyna, polski kolarz szosowy
  - Suki Kim, południowokoreańska pisarka
- 1971:
  - Tomasz Gudzowaty, polski fotografik
  - Sanaa Lathan, amerykańska aktorka
- 1972:
  - Amy Frazier, amerykańska tenisistka
  - N.K. Jemisin, amerykańska pisarka science fiction
  - Agnieszka Wielgosz, polska aktorka
- 1973:
  - José Azevedo, portugalski kolarz szosowy
  - Nicholas Bishop, brytyjski aktor
  - Nick Colgan, irlandzki piłkarz, bramkarz, trener
  - Alejandro Curbelo, urugwajski piłkarz
  - Filaret (Gawrin), rosyjski biskup prawosławny
  - Jeremy Jordan, amerykański aktor, piosenkarz, kompozytor
  - Arkadiusz Kasznia, polski polityk, politolog, poseł na Sejm RP
  - Iwona Koperska, polska pedagog, bibliotekarka, działaczka samorządowa
  - Cristiano da Matta, brazylijski kierowca wyścigowy
  - Dorota Nieznalska, polska artystka wizualna
  - Delphine Réau, francuska strzelczyni sportowa
- 1974:
  - Paschal Donohoe, irlandzki polityk
  - Janosch Dziwior, niemiecki piłkarz pochodzenia polskiego
  - Jimmy Fallon, amerykański aktor
  - Hermes, brazylijski piłkarz, trener
  - Tomasz Krzeszewski, polski tenisista stołowy
  - Hanna Mäntylä, fińska polityk
  - Damir Mulaomerović, bośniacki koszykarz, trener
  - Roland Németh, węgierski lekkoatleta, sprinter
  - Eriko Sanmiya, japońska łyżwiarka szybka
  - Victoria Silvstedt, szwedzka modelka, aktorka, piosenkarka
  - Chris Stoffer, holenderski samorządowiec, polityk
  - Małgorzata Szlagowska, polska poetka, działaczka kulturalna
  - David Zepeda, meksykański aktor
- 1975:
  - Eudalio Arriaga, kolumbijski piłkarz
  - Ivan Karić, serbski polityk
  - Anna Kasprzak, polska kick-bokserka
  - Wiaczasłau Makaranka, białoruski zapaśnik
  - Tomas Masiulis, litewski koszykarz
  - Dorota Pawnuk, polska prawnik, działaczka samorządowa, burmistrz Strzelina
  - Tomasz Piątek, polski hokeista
  - Laurențiu Reghecampf, rumuński piłkarz, trener
  - Konrad Rękas, polski dziennikarz, polityk, samorządowiec
- 1976:
  - Raja Bell, amerykański koszykarz
  - Isha Koppikar, indyjska aktorka, modelka
  - Shawn Sawyers, jamajski piłkarz, bramkarz
  - Alison Sweeney, amerykańska aktorka
  - Jim Ward, amerykański wokalista, gitarzysta, członek zespołów: Sparta, Sleepercar i At the Drive-in
- 1977:
  - Mirco Baldacci, sanmaryński kierowca rajdowy
  - Tasha Danvers, brytyjska lekkoatletka, płotkarka
  - Ryan Dusick, amerykański perkusista, gitarzysta, członek zespołu Maroon 5
  - Wałerij Honczarow, ukraiński gimnastyk
  - Kim Wraae Knudsen, duński kajakarz
  - Slobodanka Maksimović, serbska koszykarka
  - Robert Moreno, hiszpański trener piłkarski
  - Adam Petrouš, czeski piłkarz
  - Anastasija Reiberger, niemiecka lekkoatletka, tyczkarka
  - Tommaso Rocchi, włoski piłkarz
  - Emil Sutowski, izraelski szachista pochodzenia azerskiego
  - Denisa Šcipová, słowacka lekkoatletka, tyczkarka
  - Raúl Tamudo, hiszpański piłkarz
  - Wu Jiaduo, niemiecka tenisistka stołowa pochodzenia chińskiego
- 1978:
  - Amil, amerykańska raperka
  - Elke Hipler, niemiecka wioślarka
  - Ramin Karimloo, kanadyjski śpiewak musicalowy (tenor) pochodzenia irańskiego
  - Aleksandr Kriestinin, rosyjski piłkarz, trener
  - Manuela Pesko, szwajcarska snowboardzistka
  - Mariano Puerta, argentyński tenisista
- 1979:
  - Mohamed Armoumen, marokański piłkarz
  - Yvonne Cernota, niemiecka bobsleistka (zm. 2004)
  - Sara Fischer, szwedzka snowboardzistka
  - Kim Hyang-mi, północnokoreańska tenisistka stołowa
  - Noemie Lenoir, francuska modelka
  - Katrin Meinke, niemiecka kolarka torowa,
  - Mounira Mitchala, czadyjska piosenkarka, kompozytorka, performerka, aktorka, działaczka społeczna
  - Jillian Schwartz, amerykańska lekkoatletka, tyczkarka
  - Budi Sudarsono, indonezyjski piłkarz
  - Patrycja Szczepanowska, polska aktorka, dziennikarka
  - Mikael Tellqvist, szwedzki hokeista
- 1980:
  - J.R. Bremer, amerykański koszykarz
  - Adrian Cann, kanadyjski piłkarz
  - Roland Fischnaller, włoski snowboardzista
  - Anthony Gardner, angielski piłkarz
  - Homare Kishimoto, japoński skoczek narciarski
  - Miroslava Knapková, czeska wioślarka
  - Meghna Naidu, indyjska aktorka
  - Sara Kiersten Quin, kanadyjska wokalistka, gitarzystka, członkini duetu Tegan and Sara
  - Tegan Rain Quin, kanadyjska wokalistka, gitarzystka, członkini duetu Tegan and Sara
  - Oliver Risser, namibijski piłkarz
  - Bryce Robins, japoński rugbysta pochodzenia nowozelandzkiego
  - Siergiej Ryżykow, rosyjski piłkarz, bramkarz
  - Andy Turner, brytyjski lekkoatleta, płotkarz
  - Dimitri Yachvili, francuski rugbysta pochodzenia gruzińsko-ormiańskiego
  - Jurij Zołotow, ukraiński bokser
- 1981:
  - Damiano Cunego, włoski kolarz szosowy
  - Rick DiPietro, amerykański hokeista pochodzenia włoskiego
  - Rika Fujiwara, japońska tenisistka
  - Christian Gratzei, austriacki piłkarz, bramkarz
  - Amy Meyer, australijska judoczka
  - Karolina Tłustochowska, polska lekkoatletka, płotkarka
  - Krzysztof Włodarczyk, polski bokser
- 1982:
  - Eleni Daniilidu, grecka tenisistka
  - Eduardo dos Reis Carvalho, portugalski piłkarz, bramkarz
  - Columbus Short, amerykański aktor, choreograf
  - Skepta, brytyjski raper
- 1983:
  - Christopher Gallegos, amerykański wokalista, członek zespołu US5
  - Eamon, amerykański piosenkarz, autor tekstów
  - Jussiê, brazylijski piłkarz
  - Carl Landry, amerykański koszykarz
  - Justyna Oleksy, polska lekkoatletka, sprinterka
  - Henrietta Paxton, brytyjska lekkoatletka, tyczkarka
  - Joni Pitkänen, fiński hokeista
  - Kamil Sułek, polski judoka
  - Ivica Vrdoljak, chorwacki piłkarz
- 1984:
  - Aristide Bancé, burkiński piłkarz
  - Eva Marie, amerykańska wrestlerka, aktorka
  - Paweł Kusznir, rosyjski pianista, działacz antywojenny, więzień polityczny (zm. 2024)
  - Igor Mirnow, rosyjski hokeista
  - Michael Müller, niemiecki piłkarz ręczny
  - Taleb Nematpur, irański zapaśnik
  - Flávio Paixão, portugalski piłkarz
  - Marco Paixão, portugalski piłkarz
  - Ángel Reyna, meksykański piłkarz
  - Kevin Zegers, kanadyjski aktor, model
- 1985:
  - Gio Gonzalez, amerykański baseballista pochodzenia kubańskiego
  - Ryōta Hayasaka, japoński piłkarz
  - Alun Wyn Jones, walijski rugbysta
  - Joe Joyce, brytyjski bokser
  - Niels Klapwijk, holenderski siatkarz
  - Nathanael Liminski, niemiecki polityk
  - Grażyna Machnik, polska podróżniczka
  - Maartje Paumen, holenderska hokeistka na trawie
  - Orlando Rincón, meksykański piłkarz
  - Song Joong-ki, południowokoreański aktor
  - Łukasz Surowiec, polski artysta interdyscyplinarny
  - Jakub Świderski, polski aktor
  - Woodrow West, belizeński piłkarz, bramkarz
- 1986:
  - Leon Best, irlandzki piłkarz
  - Jurica Buljat, chorwacki piłkarz
  - Gerald Ciolek, niemiecki kolarz szosowy
  - Céline Goberville, francuska strzelczyni sportowa
  - Kaciaryna Zakreuska, białoruska siatkarka
- 1987:
  - Kayla Barron, amerykańska astronautka
  - Chris Humphrey, jamajski piłkarz
  - Igor Makarow, rosyjski hokeista
  - Danielle Panabaker, amerykańska aktorka
  - Darwin Quintero, kolumbijski piłkarz
  - Alena Zacharawa, białoruska wioślarka
- 1988:
  - Thiemo de Bakker, holenderski tenisista
  - Damian Kostrzewa, polski piłkarz ręczny
- 1989:
  - Gloria Brown, amerykańska koszykarka
  - Jason De Rocco, kanadyjski siatkarz
  - Daniel Ekedo, piłkarz z Gwinei Równikowej
  - Tyreke Evans, amerykański koszykarz
  - Koffi Dan Kowa, nigerski piłkarz
  - George Springer, amerykański baseballista
- 1990:
  - Tyra Calderwood, australijska tenisistka
  - Julija Dżima, ukraińska biathlonistka
  - Rômulo, brazylijski piłkarz
  - Sean Scannell, irlandzki piłkarz
- 1991:
  - Chloe Esposito, australijska pięcioboistka nowoczesna
  - Helen Maroulis, amerykańska zapaśniczka
  - C.J. McCollum, amerykański koszykarz
  - Filip Puzyr, polski judoka
  - Janine Völker, niemiecka siatkarka
  - Abdul Majeed Waris, ghański piłkarz
- 1992:
  - Srđan Grahovac, bośniacki piłkarz
  - Diego Reyes, meksykański piłkarz
  - Z.B.U.K.U, polski raper
- 1993:
  - Chan Hao-ching, tajwańska tenisistka
  - Anna Olasz, węgierska pływaczka
  - Samwel Ter-Sahakian, ormiański szachista
- 1994:
  - Alex Etel, brytyjski aktor
  - Robert Ivanov, fiński piłkarz pochodzenia rosyjskiego
  - Luka Krajnc, słoweński piłkarz
  - Ihor Żurachowski, ukraiński piłkarz
- 1995:
  - Pia Jurhar, austriacka koszykarka
  - Cheridene Green, brytyjska koszykarka
  - Jaylen Morris, amerykański koszykarz
- 1996:
  - Brandon Clarke, kanadyjski koszykarz
  - Milan Dimun, słowacki piłkarz
  - Anna Haak, szwedzka siatkarka
  - Jelizawieta Kazielina, rosyjska łyżwiarka szybka
  - Pia Mia, guamska piosenkarka, autorka tekstów, modelka, tancerka
  - Dejounte Murray, amerykański koszykarz
  - Kamila Podgórna, polska koszykarka
  - Chris Silva, gaboński koszykarz
  - Connor Swindells, brytyjski aktor
- 1997:
  - Konrad Michalak, polski piłkarz
  - Marta Nowicka, polska koszykarka
- 1998:
  - Kevin Danso, austriacki piłkarz pochodzenia ghańskiego
  - Jacob Bruun Larsen, duński piłkarz
  - Nolan Patrick, kanadyjski hokeista
  - Trae Young, amerykański koszykarz
- 1999:
  - Precious Achiuwa, nigeryjski koszykarz
  - Diogo Costa, portugalski piłkarz, bramkarz
  - Alexandra Emilianov, mołdawska lekkoatletka, miotaczka
  - Aktenge Keunimjayeva, uzbecka zapaśniczka
- 2000:
  - Jakob Ingebrigtsen, norweski lekkoatleta, średnio- i długodystansowiec
  - Francesca Jones, brytyjska tenisistka
  - Ivana Popovic, australijska tenisistka pochodzenia serbskiego
- 2001:
  - Shyla Heal, australijska koszykarka
  - Jarosława Mahuczich, ukraińska lekkoatletka, skoczkini wzwyż
- 2002 – Zhu Yi, chińska łyżwiarka figurowa
- 2003:
  - Enrique Herrera, peruwiański zapaśnik
  - Alesia Hietmanawa, białoruska zapaśniczka
  - Alejo Véliz, argentyński piłkarz
- 2004 – Lizi Pop, gruzińska aktorka, tancerka, modelka i prezenterka telewizyjna
- 2005 – Gilles-Arnaud Bailly, belgijski tenisista

## Zmarli
- 690 – Teodor z Tarsu, bizantyński teolog, zakonnik, arcybiskup Canterbury, święty (ur. 602)
- 1339 – Go-Daigo, cesarz Japonii (ur. 1288)
- 1356 – Piotr I, książę Burbonii (ur. 1311)
- 1417 – Johannes Marienwerder, niemiecki teolog, zakonnik krzyżacki (ur. 1343)
- 1420 – Pedro Fernández de Frías, hiszpański kardynał (ur. ?)
- 1541 – Diogo da Silva, portugalski duchowny katolicki, biskup Ceuty, arcybiskup Bragi, inkwizytor (ur. 1485)
- 1572 – Barbara Habsburżanka, arcyksiężniczka austriacka, księżniczka czeska i węgierska, księżna Ferrary, Modeny i Reggio (ur. 1539)
- 1589 – Jean-Antoine de Baïf, francuski poeta (ur. 1532)
- 1591 – Alfons de Orozco, hiszpański augustianin, święty (ur. 1500)
- 1610 – Fryderyk IV, elektor Palatynatu Reńskiego (ur. 1574)
- 1636 – Franz von Dietrichstein, czeski duchowny katolicki, biskup ołomuniecki, kardynał (ur. 1570)
- 1637 – Lorenzo Magalotti, włoski kardynał (ur. 1584)
- 1646 – Teodor Woronicz, podczaszy kijowski, chorąży kijowski, rotmistrz królewski (ur. ?)
- 1678 – Christoph Bernhard von Galen, niemiecki duchowny katolicki, książę biskup Münster (ur. 1606)
- 1686 – Jan Jerzy I, książę Saksonii-Eisenach (ur. 1634)
- 1690 – Giovanni Stefano Danedi, włoski malarz (ur. 1612)
- 1692 – Giles Corey, amerykański farmer (ur. ok. 1612)
- 1699 – Alonso Fernández de Córdoba y Aguilar, hiszpański kardynał, inkwizytor (ur. ?)
- 1710 – Ole Rømer, duński astronom (ur. 1644)
- 1723 – Robert Sutton, brytyjski arystokrata, dyplomata (ur. 1662)
- 1734 – Fryderyk Ludwik Wirtemberski-Winnental, książę wirtemberski, dowódca wojskowy (ur. 1690)
- 1736 – Teofan (Prokopowicz), rosyjski biskup prawosławny, polityk, teolog, prozaik, poeta (ur. 1681)
- 1758 – Jan Kasper Pierszyński, polski kompozytor, organista, kantor, kopista muzyki sakralnej (ur. 1718)
- 1761 – Pieter van Musschenbroek, holenderski fizyk (ur. 1692)
- 1781 – Tobias Furneaux, brytyjski nawigator Royal Navy (ur. 1735)
- 1785 – Maria Antonia Burbon, infantka hiszpańska, królowa Sardynii (ur. 1729)
- 1788 – Michał Augustyn Zboiński, polski generał (ur. ?)
- 1797 – Lazare Hoche, francuski generał (ur. 1768)
- 1801:
  - Johann Gottfried Koehler, niemiecki astronom (ur. 1745)
  - Szmul Zbytkower, polski kupiec, bankier pochodzenia żydowskiego (ur. 1727)
- 1802 – Luiza Maria Amelia Teresa, księżniczka Obojga Sycylii, wielka księżna Toskanii (ur. 1773)
- 1812 – Mayer Amschel Rothschild, niemiecki bankier pochodzenia żydowskiego (ur. 1744)
- 1814 – Józef Jakubowski, polski duchowny katolicki, wojskowy, tłumacz (ur. 1743)
- 1818 – Olof Peter Swartz, szwedzki botanik, mykolog (ur. 1760)
- 1827 – Morten Thrane Brünnich, duński zoolog, mineralog (ur. 1737)
- 1839 – Wojciech Męciński, polski generał, polityk (ur. 1760)
- 1841 – Charles Poulett Thomson, brytyjski arystokrata, polityk, administrator kolonialny (ur. 1799)
- 1843 – Gaspard-Gustave Coriolis, francuski fizyk, matematyk (ur. 1792)
- 1846 – Karol Hyŏn Sŏng-mun, koreański męczennik, święty katolicki (ur. ok. 1797)
- 1852:
  - (lub 19 sierpnia) Wojciech Darasz, polski działacz niepodległościowy, publicysta, uczestnik powstania listopadowego, emigrant (ur. 1808)
  - Emilia de Rodat, francuska zakonnica, święta (ur. 1787)
- 1853 – Cyprian Michał Janczewski, polski działacz niepodległościowy, zesłaniec (ur. 1805)
- 1862 – Dorota de Talleyrand-Périgord, niemiecka arystokratka, polityk, filantropka, mecenas sztuki (ur. 1793)
- 1864 – Robert Rodes, amerykański inżynier, generał konfederacki (ur. 1829)
- 1868 – Konstanty Kopff, polski rysownik, kopista (ur. 1803)
- 1874 – Ludwik Bartłomiej Brynk, polski duchowny katolicki, sufragan łucki i żytomierski, administrator diecezji kamienieckiej (ur. 1805)
- 1878:
  - Thomas Grubb, irlandzki optyk, przedsiębiorca (ur. 1800)
  - Henryk Kossowski, polski rzeźbiarz (ur. 1815)
- 1879 – Robert William Carrall, kanadyjski lekarz, polityk (ur. 1837)
- 1881 – James Garfield, amerykański polityk, prezydent USA (ur. 1831)
- 1891:
  - József Petzval, węgierski matematyk, fizyk, wynalazca (ur. 1807)
  - Arkadij Tielakowski, rosyjski generał lejtnant, inżynier fortyfikator (ur. 1806)
- 1893 – Alexander Tilloch Galt, kanadyjski polityk (ur. 1817)
- 1895 – Julia Hauke, niemiecka arystokratka (ur. 1825)
- 1897 – Kornel Ujejski, polski poeta, publicysta (ur. 1823)
- 1898 – George Edward Grey, brytyjski wojskowy, polityk kolonialny, gubernator Australii Południowej, premier Nowej Zelandii (ur. 1812)
- 1902:
  - Maria Henrietta, arcyksiężniczka austriacka, księżniczka węgierska, królowa Belgów (ur. 1836)
  - Shiki Masaoka, japoński prozaik, poeta, krytyk literacki, dziennikarz (ur. 1867)
- 1908 – José Manuel Marroquín, kolumbijski prawnik, prozaik, poeta, polityk, prezydent Kolumbii (ur. 1827)
- 1911 – Stefan Kamiński, polski duchowny polskokatolicki, biskup i zwierzchnik Polskiego Niezależnego Kościoła Katolickiego w USA (ur. 1859)
- 1914 – Charles Devendeville, francuski pływak (ur. 1882)
- 1917 – Jan Ligoń, górnośląski poeta, prozaik, działacz społeczno-kulturalny (ur. 1851)
- 1918 – Wincenty Łoś, polski pisarz, kolekcjoner dzieł sztuki (ur. 1857)
- 1919:
  - Jan Doering, polski prezbiter katolicki, działacz niepodległościowy (ur. 1850)
  - Otto Soltmann, niemiecki pediatra (ur. 1844)
- 1923 – George Alexander Pearre, amerykański polityk (ur. 1860)
- 1925:
  - František Bubák, czeski mykolog, fitopatolog, wykładowca akademicki (ur. 1866)
  - Georg Schweinfurth, niemiecki przyrodnik, etnolog, podróżnik (ur. 1836)
- 1927 – Michael Ancher, duński malarz (ur. 1849)
- 1930 – Hendrik Zwaardemaker, holenderski fizjolog, wykładowca akademicki, wynalazca (ur. 1857)
- 1931:
  - Aniela Bogusławska, polska aktorka (ur. 1874)
  - David Starr Jordan, amerykański biolog, eugenik, ichtiolog, pacyfista, wykładowca akademicki (ur. 1851)
- 1932 – Malwina Garfeinowa-Garska, polska pisarka, publicystka, krytyk literacki, tłumaczka (ur. 1870)
- 1934 – Charles Beauclerk, brytyjski arystokrata, polityk (ur. 1870)
- 1935:
  - Jules Cambon, francuski dyplomata, polityk (ur. 1845)
  - Konstantin Ciołkowski, rosyjski uczony, pionier kosmonautyki pochodzenia polskiego (ur. 1857)
  - Aimé Haegeman, belgijski jeździec sportowy (ur. 1861)
- 1936:
  - Konsolata Aguiar-Mella y Díaz, hiszpańska męczennica, błogosławiona (ur. 1898)
  - Maria Dolores Aguiar-Mella y Díaz, hiszpańska męczennica, błogosławiona (ur. 1897)
  - Franciszka Cualladó Baixauli, hiszpańska działaczka Akcji Katolickiej, męczennica, błogosławiona (ur. 1890)
  - Marian Dehnel, polski lekarz, działacz socjalistyczny i niepodległościowy (ur. 1880)
  - Konrad Habel, niemiecki samorządowiec, przedsiębiorca (ur. 1859)
- 1938:
  - Pauline Frederick, amerykańska aktorka (ur. 1883)
  - Bronisław Turonek, polski lekarz, publicysta, działacz kulturalno-społeczny pochodzenia białoruskiego (ur. 1891)
- 1939:
  - Ludwik Bernacki, polski historyk literatury polskiej i teatru, edytor, bibliotekarz, bibliograf (ur. 1882)
  - Alfred Biłyk, polski major piechoty, prawnik, polityk, wojewoda tarnopolski i lwowski (ur. 1889)
  - Stanisław Dąbek, polski pułkownik (ur. 1892)
  - Alfred Dyduch, polski harcerz (ur. 1925)
  - Zygmunt Grabowski, polski malarz, legionista (ur. 1891)
  - Stanisław Grzmot-Skotnicki, polski generał brygady (ur. 1894)
  - Adam Haberling, polski podpułkownik piechoty (ur. 1892)
  - Józef Jaworski, polski lekkoatleta, architekt, żołnierz (ur. 1903)
  - Michał Jaworski, polski kompozytor, dyrygent (ur. 1902)
  - Wacław Klaczyński, polski pułkownik piechoty (ur. 1887)
  - Jan Lachowicz, polski podpułkownik piechoty (ur. 1897)
  - Jerzy Lutostański, polski podporucznik rezerwy kawalerii (ur. 1919)
  - Adam Pasiewicz, polski kapitan administracji (ur. 1893)
  - Józef Rodzeń, polski major (ur. 1899)
  - Tadeusz Ruge, polski major saperów, powstaniec wielkopolski, polityk, komisaryczny prezydent Poznania (ur. 1886)
  - Stefan Sonnewend, polski malarz, grafik (ur. 1885)
  - Włodzimierz Ścibor-Rylski, polski podporucznik rezerwy kawalerii, prawnik, działacz katolicki (ur. 1914)
  - Stanisław Świtalski, polski pułkownik dyplomowany piechoty (ur. 1890)
- 1943 – Hans-Thilo Schmidt, niemiecki szyfrant, szpieg francuski (ur. 1888)
- 1944 – Polegli w powstaniu warszawskim:
  - Aleksander Groinin, polski podchorąży, żołnierz AK (ur. ?)
  - Helena Junkiewicz, polska chorąży (ur. 1923)
  - Jan Wuttke, polski podporucznik, żołnierz AK (ur. 1921)
- 1944:
  - Kazimierz Dańczak, polski nauczyciel, podporucznik, żołnierz AK (ur. 1914)
  - Guy Gibson, brytyjski pilot wojskowy (ur. 1918)
  - Iwan Niedwiżaj, radziecki młodszy sierżant (ur. 1925)
- 1945 – Marian Janelli, polski prawnik, nauczyciel, autor podręczników szkolnych, samorządowiec (ur. 1873)
- 1947:
  - Willi Fischer, niemiecki kapo, zbrodniarz nazistowski (ur. 1913)
  - Eugen Hermann Noky, niemiecki funkcjonariusz i zbrodniarz nazistowski (ur. 1904)
  - Martin Schreyer, niemiecki funkcjonariusz i zbrodniarz nazistowski (ur. 1902)
  - Wiktor Sommer, polski inżynier chemik (ur. 1886)
  - Hermann Tuntke, niemiecki funkcjonariusz i zbrodniarz nazistowski (ur. 1907)
- 1948:
  - Gustaw Leyding, polski działacz ludowy na Mazurach (ur. 1865)
  - August Thalheimer, niemiecki polityk komunistyczny, teoretyk marksizmu (ur. 1884)
  - Jan Eskymo Welzl, czeski podróżnik, gawędziarz (ur. 1868)
- 1950 – Edgar Aleksander Norwerth, polski architekt, urbanista, teoretyk architektury (ur. 1884)
- 1952:
  - Adam Półtawski, polski grafik, typograf (ur. 1881)
  - Carlos Tomás Wilson, argentyński piłkarz, bramkarz (ur. 1889)
  - Henryka Żelska, polska śpiewaczka operowa (sopran) (ur. 1892)
- 1954 – Miles Franklin, australijska pisarka, feministka (ur. 1879)
- 1955 – Carl Milles, szwedzki rzeźbiarz (ur. 1875)
- 1956 – Arthur Brill, niemiecki polityk, samorządowiec (ur. 1883)
- 1957:
  - Reginald Aldworth Daly, kanadyjsko-amerykański petrograf, geolog, wykładowca akademicki (ur. 1871)
  - Fritz Katzmann, niemiecki funkcjonariusz i zbrodniarz nazistowski (ur. 1906)
- 1958 – Rudolf Rocker, niemiecki pisarz, anarchista, polityk (ur. 1873)
- 1960:
  - Zecharja Gluska, izraelski polityk (ur. 1894)
  - René Strauwen, belgijski hokeista na trawie (ur. 1901)
- 1961:
  - Maurice Delage, francuski kompozytor, pianista (ur. 1879)
  - Herbert Haultain, kanadyjski inżynier, wynalazca (ur. 1869)
  - Antoni Jurasz, polski chirurg (ur. 1882)
  - Nikita Najdienow, rosyjski łyżwiarz szybki (ur. 1892)
- 1962:
  - Nikołaj Pogodin, radziecki dramaturg, scenarzysta filmowy (ur. 1900)
  - Stanisław Skimina, polski filolog klasyczny, latynista, wykładowca akademicki (ur. 1886)
- 1965:
  - Harald Bergstedt, duński prozaik, poeta, dramaturg (ur. 1877)
  - Kurt Goldstein, niemiecko-amerykański neurolog, psychiatra (ur. 1878)
  - Kazimierz Kurnikowski, polski prawnik, dyplomata (ur. 1885)
  - Lionel Terray, francuski wspinacz, przewodnik górski, instruktor narciarstwa (ur. 1921)
- 1966:
  - Albert Divo, francuski kierowca wyścigowy (ur. 1895)
  - Hermann von Oppeln-Bronikowski, niemiecki generał major, jeździec sportowy (ur. 1899)
- 1967 – Stanisław Gąsienica-Byrcyn, polski ratownik górski, współzałożyciel TOPR (ur. 1887)
- 1969 – Rex Ingram, amerykański aktor (ur. 1895)
- 1970:
  - Johannes Heinrich Schultz, niemiecki psychiatra, psychoterapeuta (ur. 1884)
  - Teodozjusz VI, libański duchowny prawosławny, patriarcha Antiochii (ur. 1887)
- 1971:
  - William F. Albright, amerykański archeolog, biblista, filolog, znawca sztuki ceramicznej (ur. 1891)
  - Boris Barinow, radziecki pułkownik, funkcjonariusz służb specjalnych, polityk (ur. 1909)
- 1972:
  - Robert Casadesus, francuski pianista, kompozytor (ur. 1899)
  - Ben-Cijjon Harel, izraelski chemik, lekarz, polityk (ur. 1892)
  - Marian Kegel, polski kolarz szosowy (ur. 1945)
- 1973:
  - Gram Parsons, amerykański gitarzysta, wokalista, członek zespołu The Byrds (ur. 1946)
  - Mary Wigman, niemiecka tancerka (ur. 1886)
- 1975:
  - Pamela Brown, brytyjska aktorka (ur. 1917)
  - Józef Mroszczak, polski grafik, plakacista (ur. 1910)
  - Wend von Wietersheim, niemiecki generał (ur. 1900)
- 1976 – Ch’oe Yong Gŏn, północnokoreański generał, polityk (ur. 1900)
- 1978:
  - Étienne Gilson, francuski filozof, historyk filozofii (ur. 1884)
  - Jesús Glaría, hiszpański piłkarz (ur. 1942)
  - Nino Mozzo, włoski kolarz torowy (ur. 1911)
- 1980 – Sol Lesser, amerykański producent filmowy (ur. 1890)
- 1982 – Tadeusz Prechitko, polski inżynier budowy okrętów, menedżer, żeglarz (ur. 1913)
- 1984 – Carl Friedrich, amerykański politolog pochodzenia niemieckiego (ur. 1901)
- 1985 – Italo Calvino, włoski pisarz, dziennikarz, tłumacz (ur. 1923)
- 1987:
  - Betty Burbridge, amerykańska aktorka (ur. 1895)
  - Einar Gerhardsen, norweski polityk, premier Norwegii (ur. 1897)
  - Wiktor Sadecki, polski aktor (ur. 1923)
  - Wołodymyr Woskowski, ukraiński trener piłkarski (ur. 1910)
- 1989 – Willie Steele, amerykański lekkoatleta, skoczek w dal (ur. 1923)
- 1990 – Wacław Solski, polski pisarz (ur. 1897)
- 1992 – Olle Laessker, szwedzki lekkoatleta, sprinter i skoczek w dal (ur. 1922)
- 1996:
  - Douglas Hyde, brytyjski dziennikarz (ur. 1911)
  - Czesław Petelski, polski aktor, reżyser filmowy (ur. 1922)
- 1997 – Rich Mullins, amerykański muzyk (ur. 1955)
- 1998 – Ran Laurie, brytyjski wioślarz, lekarz (ur. 1915)
- 1999:
  - Hubert Hilscher, polski grafik pochodzenia niemieckiego (ur. 1924)
  - Ignacy Szczęsnowicz, polski generał dywizji (ur. 1922)
- 2000 – Karl Robatsch, austriacki szachista (ur. 1929)
- 2001 – Eligiusz Lasota, polski dziennikarz (ur. 1929)
- 2002:
  - Robert Guéï, iworyjski wojskowy, polityk, prezydent Wybrzeża Kości Słoniowej (ur. 1941)
  - Francisco Lojacono, argentyńsko-włoski piłkarz, trener (ur. 1935)
- 2003 – Slim Dusty, australijski piosenkarz country (ur. 1927)
- 2004:
  - Line Østvold, norweska snowboardzistka (ur. 1978)
  - Aleksandr Pumane, rosyjski oficer marynarki wojennej (ur. 1966)
- 2005:
  - Aušra Augustinavičiūtė, litewska psycholog (ur. 1927)
  - Ryszard Golc, polski operator filmowy (ur. 1927)
  - Edward Nawrot, polski duchowny katolicki (ur. 1947)
- 2006:
  - Roy Schuiten, holenderski kolarz szosowy i torowy (ur. 1950)
  - Siostra Ena, polska niepokalanka, katechetka, pisarka (ur. 1917)
- 2007:
  - Janusz Klekowski, polski działacz opozycyjny, członek KOR (ur. 1930)
  - Vlatko Pavletić, chorwacki polityk, p.o. prezydenta Chorwacji (ur. 1930)
  - Ján Režňák, słowacki pilot wojskowy, as myśliwski (ur. 1919)
- 2009 – Joseph-Marie Sardou, francuski duchowny katolicki, arcybiskup Monako (ur. 1922)
- 2010:
  - Joseph Kruskal, amerykański matematyk i statystyk (ur. 1928)
  - Emilia Szczawińska-Osińska, polska siatkarka (ur. 1926)
- 2011:
  - Paweł Handschuh, polski architekt (ur. 1956)
  - Dolores Hope, amerykańska piosenkarka (ur. 1909)
  - George Cadle Price, belizeński polityk, premier Belize (ur. 1919)
- 2012:
  - Zofia Banet-Fornalowa, polska historyk, esperantystka, publicystka (ur. 1929)
  - Janina Chłodzińska-Urbaniak, polska koszykarka (ur. 1936)
  - Rino Ferrario, włoski piłkarz (ur. 1926)
  - Władysław Husejko, polski polityk, samorządowiec, marszałek województwa zachodniopomorskiego (ur. 1952)
- 2013:
  - Robert Barnard, brytyjski pisarz (ur. 1936)
  - Gerrie Mühren, holenderski piłkarz (ur. 1946)
  - Hiroshi Yamauchi, japoński przedsiębiorca (ur. 1927)
  - Saye Zerbo, burkiński polityk, premier i prezydent Burkiny Faso (ur. 1932)
- 2014:
  - Audrey Long, amerykańska aktorka (ur. 1922)
  - Bronisław Pawlicki, polski hokeista na trawie (ur. 1925)
  - Mathieu Przedpełski, polski operator filmowy, reżyser i scenarzysta filmów dokumentalnych (ur. 1947)
  - Derek Williams, walijski rugbysta, krykiecista, działacz sportowy (ur. 1924)
- 2015:
  - Jackie Collins, brytyjska pisarka (ur. 1937)
  - Georg Eder, austriacki duchowny katolicki, arcybiskup metropolita Salzburga (ur. 1928)
  - Marcin Wrona, polski reżyser, scenarzysta i producent filmowy (ur. 1973)
- 2016:
  - Jerzy Galica, polski fizyk, wykładowca akademicki (ur. 1940)
  - Jan O. Karlsson, szwedzki polityk (ur. 1939)
- 2017:
  - Andrzej Ananicz, polski urzędnik państwowy, dyplomata, szef Agencji Wywiadu (ur. 1951)
  - Maria Jakóbik, polska trenerka pływania (ur. 1947)
  - Aleksander Krzymiński, polski ekonomista, polityk, wiceminister spraw zagranicznych (ur. 1926)
  - Jake LaMotta, amerykański bokser (ur. 1922)
- 2018:
  - Buren Baya’er, chiński dziennikarz, piosenkarz, autor tekstów (ur. 1960)
  - Győző Kulcsár, węgierski szpadzista (ur. 1940)
- 2019:
  - Zajn al-Abidin ibn Ali, tunezyjski wojskowy, polityk, premier i prezydent Tunezji (ur. 1936)
  - Ewa Andrzejewska, polska reżyser filmowa (ur. 1957)
  - Luigi Bommarito, włoski duchowny katolicki, arcybiskup Katanii (ur. 1926)
  - Wim Crouwel, holenderski projektant, typograf (ur. 1928)
  - Hubert Czuma, polski duchowny katolicki, jezuita, działacz opozycji antykomunistycznej (ur. 1930)
  - Bert Hellinger, niemiecki psychoterapeuta (ur. 1925)
  - María Rivas, wenezuelska piosenkarka (ur. 1960)
  - Leszek Żabiński, polski ekonomista, wykładowca akademicki (ur. 1947)
- 2020:
  - Władysław Włodzimierz Gaworecki, polski ekonomista, wykładowca akademicki (ur. 1933)
  - Ephrem M’Bom, kameruński piłkarz (ur. 1954)
  - Dick Nemelka, amerykański koszykarz (ur. 1943)
  - Ernest Lawrence Rossi, amerykański psycholog, psychoterapeuta, wykładowca akademicki (ur. 1933)
- 2021:
  - Sylvano Bussotti, włoski kompozytor, reżyser teatralny (ur. 1931)
  - Jimmy Greaves, angielski piłkarz (ur. 1940)
  - Jerzy Targalski, polski historyk, politolog, orientalista, publicysta (ur. 1952)
- 2022:
  - Vernon F. Dvorak, amerykański meteorolog pochodzenia czeskiego (ur. 1928)
  - Joseph Fiorenza, amerykański duchowny katolicki, arcybiskup metropolita Galveston-Houston (ur. 1931)
  - Benon Hardy, polski pianista, organista, kompozytor (ur. 1930)
  - Piotr Marczewski, polski kompozytor, pianista, dyrygent (ur. 1938)
  - Walerij Polakow, rosyjski kosmonauta (ur. 1942)
- 2023:
  - Serhij Baszkirow, ukraiński piłkarz (ur. 1959)
  - Lou Deprijck, belgijski piosenkarz, kompozytor, producent muzyczny (ur. 1946)
  - Per Gahrton, szwedzki socjolog, polityk, eurodeputowany (ur. 1943)
  - Egil Johansen, norweski piłkarz (ur. 1962)
  - Severino Lojodice, włoski piłkarz (ur. 1933)
  - Gianni Vattimo, włoski filozof, publicysta, polityk, eurodeputowany (ur. 1936)
- 2024:
  - Antoni Fałat, polski malarz, rysownik, grafik (ur. 1942)
  - Daniel Fanego, argentyński aktor (ur. 1955)
  - Zigmunds Jansons, łotewski zapaśnik (ur. 1972)
  - Marian Kochman, polski chemik, profesor nauk chemicznych (ur. 1932)